# Gwyn Ashton
Gwyn Ashton (* 1960) je bluesrockový kytarista a zpěvák. Narodil se ve Walesu, ale v dětství se přestěhoval do Adelaide v Austrálii. Na kytaru začal hrát ve dvanácti a v šestnácti už se začal věnovat hrají po barech a festivalech. Roku 1983 se usadil v Sydney, kde založil své vlastní trio a poté, co se v roce 1991 přestěhoval do Melbourne, začal nahrávat alba; prvním z nich bylo Feel The Heat z roku 1993 a po třech letech vyšlo druhé Beg, Borrow & Steel. Později se vrátil do Evropy a v roce 1999 vydal nové album Fang It!, na kterém jej doprovázeli hudebníci ze skupiny Roryho Gallaghera, baskytarista Gerry McAvoy a bubeník Brendan O'Neill. Další album přišlo až roku 2003; neslo název Prohibition a vedle jiných se na něm podíleli Ted McKenna a Don Airey. Další album Two-Man Blues Army vydal o tři roky později a za další tři roky pak Radiogram; na albu se opět podílel Don Airey a dále například Kim Wilson, Robbie Blunt či Mark Stanway.

## Diskografie
- Feel the Heat (1993)
- Beg, Borrow & Steel (1996)
- Fang It! (1999)
- Prohibition (2006)
- Two-Man Blues Army (2009)
- Radiogram (2012)
- Solo Elektro (2017)
- Sonic Blues Preachers (2019)
- mojosoul (2023) [1]